# Martin Noth
Martin Noth (* 3. August 1902 in Dresden; † 30. Mai 1968 in Schivta/Subeita im Negev) war ein deutscher evangelischer Theologe. Im Mittelpunkt seines wissenschaftlichen Werkes stehen historisch-kritische Forschungen zum Alten Testament und zur Geschichte Israels.

## Biographie
Martin Noth wurde am 3. August 1902 als Sohn des Gymnasialoberlehrers Lic. Gerhard Noth und der Cölestine Hochmuth geboren. Einer seiner Brüder, Gottfried Noth, wurde später Landesbischof der Evangelisch-Lutherischen Landeskirche Sachsens. Der Islamwissenschaftler Albrecht Noth ist sein Sohn.
Von 1909 bis 1913 besuchte Noth in Dresden die Volksschule, von 1913 bis 1921 dann das dortige Gymnasium zum Heiligen Kreuz. Von 1921 bis 1925 studierte er Theologie und Orientalistik in Erlangen, Rostock und Leipzig. Seine wichtigsten Lehrer waren in dieser Zeit Rudolf Kittel und (vor allem) Albrecht Alt.
1925 legte er seine erste theologische Prüfung ab. 1927 schloss er die Promotion ab, der eine von Kittel 1922 gestellte Preisaufgabe zur Bedeutung der israelitischen Personennamen zugrunde lag. Betreut wurde die Dissertation wie auch die keine fünf Monate später 1927 ebenfalls an der Universität Greifswald abgelegte Habilitation von Johannes Hempel. Die behandelte Thematik schlug sich nieder in Noths erster Monographie Die israelitischen Personennamen im Rahmen der gemeinsemitischen Namengebung (1928) und vorher bereits in einem Aufsatz in der Zeitschrift der Deutschen Morgenländischen Gesellschaft 81 (1927), 1–45.
Nach einer kurzen Phase als Privatdozent in Greifswald ließ sich Noth 1928 nach Leipzig umhabilitieren. Im Dezember 1929 wurde Noth dann als ordentlicher Professor nach Königsberg als Nachfolger Max Löhrs berufen. 1938 wurde er ordentliches Mitglied der geisteswissenschaftlichen Klasse der Königsberger Gelehrten Gesellschaft.
Von 1939 bis 1941 und von 1943 bis 1945 war Noth als Soldat einberufen. Während des Krieges verlor er seine gesamte Bibliothek und alle wissenschaftlichen Arbeiten und Aufzeichnungen. Mit dem Kriegsende lebte er mit seiner Familie vorübergehend in Halle an der Saale, bis er zum 1. November als Nachfolger des amtsenthobenen Anton Jirku an die Universität Bonn berufen wurde, wo er 1947/48 und 1957/58 als Rektor amtierte. Es folgten Rufe nach Göttingen, Tübingen, Hamburg und Basel, die Noth aber ausschlug. 1962 war er Präsident des 4. IOSOT-Kongresses, der in Bonn stattfand.
Zum 1. Oktober 1964 wurde Noth beurlaubt, um das wiedereröffnete Deutsche Evangelische Institut für Altertumswissenschaft des Heiligen Landes in Jerusalem zu leiten. Am 1. Oktober 1967 erfolgte die Emeritierung. Am 30. Mai 1968 erlag Noth während einer Exkursion in der Negev-Wüste einer Koronarthrombose. In der Nähe stationierte israelische Soldaten halfen bei der Überführung des plötzlich Verstorbenen nach Jerusalem. In der Erlöserkirche fand die Trauerfeier statt; am 31. Mai wurde Martin Noth daraufhin in Bethlehem bestattet.

## Wissenschaftliche Bedeutung
Noth hat mehrere große Theorien entwickelt, durch die die Bibelwissenschaft stark verändert wurde.

### Israelitische Amphiktyonie
Berühmt ist Noths Theorie über das vorstaatliche Israel, in der er dieses als Amphiktyonie beschreibt. Er geht dabei von der Existenz eines vorstaatlichen israelitischen Stämmeverbandes aus, der als eine Art Heiliger Liga mit einem gemeinsamen Zentralheiligtum organisiert war. Obwohl diese Theorie vieles erklären kann, gilt sie heute als überholt.

### Überlieferungsgeschichte des Pentateuch
Im Hinblick auf die Entstehung des Pentateuch hat Noth das „überlieferungsgeschichtliche Erklärungsmodell“ entwickelt. Demnach sei der Pentateuch aus mehreren thematisch angeordneten, ursprünglich selbständigen Überlieferungsblöcken entstanden und nicht aus der Zusammenarbeitung verschiedener, den ganzen Pentateuch durchziehenden Schichten (Erzählfäden).

### Deuteronomistisches Geschichtswerk
Schließlich geht auch die bis heute in ihrem Kern weitgehend unbestrittene Theorie vom deuteronomistischen Geschichtswerk (DtrG) auf Noth zurück. Nach dieser Theorie hat ein von der Theologie des Deuteronomium geprägter „Geschichtsforscher“ unter Verwendung der vorhandenen Schriften und Überlieferungen über das Buch Josua, die sogenannten „Richter“, Samuel sowie die Könige von Israel und Juda ein großes, mehrere Bücher umfassendes Geschichtswerk geschaffen.

## Schüler
- Erhard S. Gerstenberger
- Ilse Härter
- Jörg Jeremias
- Hans-Joachim Kraus
- Martin Metzger
- Eduard Schütz
- Rudolf Smend
- Ulrich Sporleder

## Ehrungen
- Theologische Ehrendoktorwürde der Universität Lund (1959)
- Juristische Ehrendoktorwürde der Johann Wolfgang Goethe-Universität Frankfurt am Main (1964)

## Veröffentlichungen (Auswahl)
- Die israelitischen Personennamen im Rahmen der gemeinsemitischen Namengebung (= Beiträge zur Wissenschaft vom Alten und Neuen Testament. H. 46 = Folge 3, H. 10). Kohlhammer, Stuttgart.
  - 1928, OCLC 362892.
  - Nachdruck. 2010, ISBN 978-3-17-021525-2.
- Das System der zwölf Stämme Israels (= Beiträge zur Wissenschaft vom Alten und Neuen Testament. H. 52 = Folge 4, H. 1) (= Veröffentlichungen des Staatlichen Forschungsinstitutes für Religionsgeschichte, Israelitisch-Jüdische Abteilung. 6). Kohlhammer, Stuttgart 1930, OCLC 173015381.
  - Lizenzausgabe, unveränderter reprografischer Nachdruck der Ausgabe Stuttgart, 1930. Wissenschaftliche Buchgesellschaft, Darmstadt, 1980, ISBN 3-534-03396-5.
- Das Buch Josua (= Handbuch zum Alten Testament. Reihe 1, 7).
  - J. C. B. Mohr (Paul Siebeck), Tübingen 1938.
  - 3. Auflage, unveränderter Nachdruck der 2., verbesserten Auflage. Mohr, Tübingen 1971, ISBN 3-16-132561-3, ISBN 3-16-132562-1.
- Die Welt des Alten Testaments. Einführung in die Grenzgebiete der alttestamentlichen Wissenschaft (= Sammlung Töpelmann. Reihe 2, Theologische Hilfsbücher. Bd. 3). Töpelmann, Berlin, 1940.
  - Die Welt des Alten Testaments. Einführung in die Grenzgebiete der alttestamentlichen Wissenschaft (= Sammlung Töpelmann. 2. Reihe, Bd. 3). 4., neubearb. Auflage, Töpelmann, Berlin 1962.
  - Die Welt des Alten Testaments. Eine Einführung. Mit einem Vorw. von Hans Walter Wolff (= Herder-Spektrum. Bd. 4060). Herder, Freiburg im Breisgau/Basel/Wien 1992, ISBN 3-451-04060-3.
- Überlieferungsgeschichtliche Studien, die sammelnden und bearbeitenden Geschichtswerke im Alten Testament. 2. unveränderte Ausgabe. Niemeyer, Tübingen 1957.
- Überlieferungsgeschichte des Pentateuch. Kohlhammer, Stuttgart 1948.
- Das zweite Buch Mose: Exodus (= Das Alte Testament Deutsch. 5). 5., unveränd. Auflage. Vandenhoeck & Ruprecht, Göttingen 1973, ISBN 3-525-51115-9.
- Das vierte Buch Mose: Numeri (= Das Alte Testament Deutsch. 7). 2., unveränderte Auflage. Vandenhoeck & Ruprecht, Göttingen 1973, ISBN 3-525-51127-2.
- Geschichte Israels. Vandenhoeck & Ruprecht, Göttingen 1950. — 6. Auflage 1966. — 10. Aufl. 1986, ISBN 3-525-52120-0.
- Der Beitrag der Archäologie zur Geschichte Israels. In: 3rd Congress of the International Organization for the Study of the Old Testament: Congress volume. Oxford 1959 (= Vetus Testamentum, Supplements, ISSN 0083-5889. 7). Brill, Leiden 1960, OCLC 246181099, S. 262–282.

## Schriftenverzeichnis
- Hermann Schult: Bibliographie Martin Noth. In: Martin Noth, Hans Walter Wolff (Hrsg.): Gesammelte Studien zum Alten Testament. Band 2 (= Theologische Bücherei. 39). Kaiser, München 1969, S. 166–205, OCLC 830829941.